# Les Jeunes IHEDN
 (mai 2025).
Motif : Insuffisance en matière de sources secondaires requises. Cf WP:CAA 
- Archive Wikiwix
- Bing
- Cairn
- DuckDuckGo
- E. Universalis
- Gallica
- Google
- G. Books
- G. News
- G. Scholar
- Persée
- Qwant
- (zh) Baidu
- (ru) Yandex
- (wd) trouver des œuvres sur Wikidata

| 1. | Préciser le motif de la pose du bandeau. | Précisez le motif de la pose du bandeau en utilisant la syntaxe suivante : {{admissibilité à vérifier\|date=août 2025\|motif=remplacez ce texte par le motif}}                        |
| 2. | Informer les utilisateurs concernés.     | Pensez à avertir le créateur de l'article, par exemple, en insérant le code ci-dessous sur sa page de discussion : {{subst:avertissement admissibilité à vérifier\|Les Jeunes IHEDN}} |

Les Jeunes IHEDN (anciennement Association nationale des auditeurs jeunes de l'Institut des hautes études de défense nationale) est une association loi de 1901. L'association se veut une plateforme d’engagement et un réservoir de réflexions pour les jeunes, en France et à l’international, autour des questions d'engagement, de Défense de Sécurité.

## Histoire
L'association a été fondée par Fabrice Fages en 1996 à la suite du premier séminaire jeune de l'IHEDN.
Depuis son départ de l'Union des associations d'auditeurs de l'IHEDN en 2019, et son ouverture à l'ensemble de la jeunesse, l'association rassemble des jeunes de tous horizons partageant un intérêt pour les questions de sécurité et de défense, sans distinction de parcours préalable. Se revendiquant comme plateforme d’engagement et réservoir de réflexions, l’association propose à ses membres des conférences, ateliers ou visites pour mieux comprendre les différents acteurs du monde la défense. L'association s'engage également par des actions de mémoire et de solidarité, notamment en partenariat avec le l'Œuvre nationale du Bleuet de France.

Les Jeunes IHEDN sont depuis 2020, une association reconnue d’intérêt général.

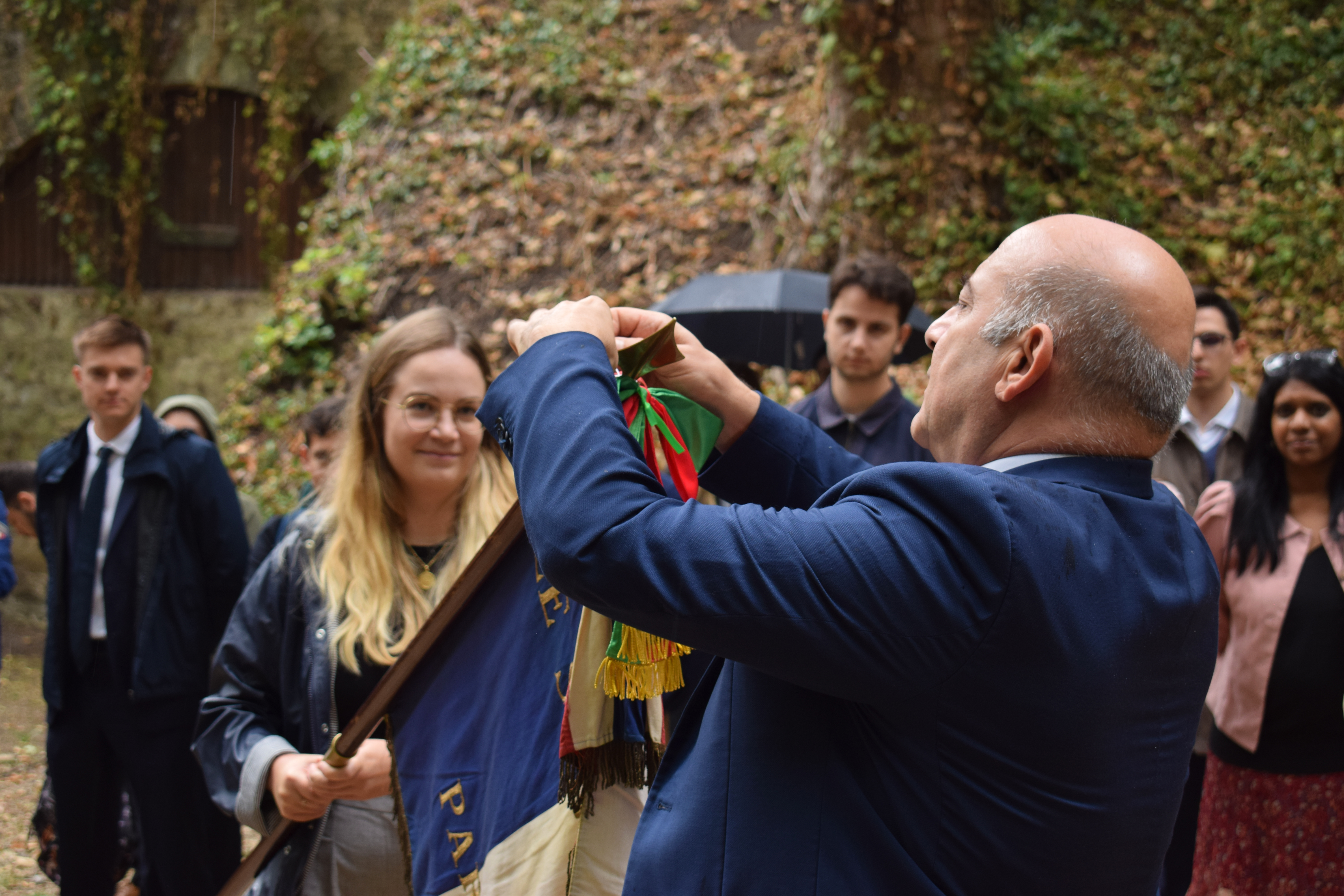
Remise du drapeau lors de l'Université de rentrée des cadres de l'association le 10/09/2022 - Clairière du Mont Valérien